# Резолюция 41 на Съвета за сигурност на ООН
Резолюция 41 на Съвета за сигурност на ООН е приета с мнозиство на 28 февруари 1948 по повод Индонезийската национална революция. Резолюцията приветства страните в конфликта за подписаното от тях споразумение, за приетите от тях принципи, които да послужат за договорна основа на политическото урегулиране на конфликта в Индонезия, както и за усилията на страните в конфликта да изпълнят постановленията на Резолюция 31. Призовава страните в конфликта и Помирителният комитет да държат Съвета за сигурност в непосредствено течение за достиженията в областта на усилията за политическото урегулиране на Индонезийския въпрос.
Резолюция 41 е приета с мнозинство от 7 гласа, като четирима от членовете на Съвета за сигурност – представителите на Колумбия, Сирия, Украинската ССР и СССР – гласуват въздържали се.